# Magnolia Press
Magnolia Press — новозеландское научное издательство, основанное в 2001 году. Публикует несколько специализированных журналов в области систематики и биологии, а также книги с малым тиражом. Также поддерживает базу данных Biotaxa.

## Журналы
- Bionomina
- Bryophyte Diversity and Evolution (ранее Tropical Bryology)
- Bulletin of Phylogenetic Nomenclature
- Fauna of China Synopsis
- Journal of Insect Biodiversity
- Journal of the International Heteropterists' Society
- Megataxa
- Mesozoic
- Molluscan Research[англ.] (ранее Journal of the Malacological Society of Australia)
- Palaeoentomology
- Phytotaxa
- Zoosymposia
- Zootaxa